# Topetinho-branco
O topetinho-branco (Lophornis adorabilis) é uma espécie de beija-flor dos "coquetes", tribo Lesbiini da subfamília Lesbiinae. É encontrado no Brasil, Costa Rica e no Panamá.

## Taxonomia e sistemática
Ao mesmo tempo, a coquete de crista branca e a coquete de crista negra (Lophornis helenae) foram colocadas no gênero Paphosia. A coquete de crista branca é monotípica.

## Descrição
A topetinho-branco tem cerca 7 cm (2.8 in) comprimento e pesa cerca de 2.7 g (0.095 oz). O macho adulto tem uma coroa frontal e traços de bronze acobreado, e a coroa tem uma crista branca ereta. A nuca e o dorso são verde-bronzeado; uma faixa branca separa o dorso da garupa de bronze arroxeado e das coberturas superiores da cauda. A cauda é castanho-avermelhada e as penas têm bordas de bronze. A garganta e as bochechas são verdes brilhantes e as últimas têm longos tufos finos. Uma faixa branca separa a garganta do peito canela-ruivo, barriga e abrigos infracaudais. Seu bico é vermelho com a ponta preta.
A fêmea adulta é geralmente mais opaca que o macho e não possui a crista e os tufos nas bochechas. Seu rosto e coroa são de bronze escuro e a garganta e o peito são brancos com manchas verde-bronzeadas. A cauda é castanho-avermelhada com uma faixa preta perto da ponta. Sua maxila é preta e a mandíbula vermelha com ponta escura.
Os machos imaturos se assemelham à fêmea adulta, mas com uma garganta fortemente manchada de verde. As fêmeas imaturas se assemelham aos adultos com uma faixa menos distinta na cauda.

## Distribuição e habitat
A espécie é encontrado no lado do Pacífico do sul da Costa Rica e um pouco no interior da Cordilheira Central e na encosta do Pacífico no extremo oeste do Panamá. Habita o interior e bordas de matas úmidas e matas secundárias mais altas; também ocorre em paisagens mais abertas, como ao longo de cercas vivas. Em elevação, varia do nível do mar até mais de 1,200 m (3,900 ft).

## Comportamento

### Movimento
A coquete de crista branca parece ser um tanto nômade, passando o tempo em áreas com muitas árvores floridas e depois desaparecendo.

### Alimentando
A coquete-de-crista-branca alimenta-se de néctar, que é procurado principalmente na copa, mas também em níveis mais baixos nas bordas da floresta e nos jardins. Paira para se alimentar de néctar e de pequenos artrópodes que recolhe da folhagem.

### Reprodução
A coquete de crista branca se reproduz no início da estação seca, entre dezembro e fevereiro. Os machos cortejam com um vôo em arco lado a lado, de frente para uma fêmea empoleirada ou pairando. As fêmeas constroem um ninho em forma de xícara com penugem de planta e teia de aranha coberta de líquen e suspensa em um galho. O local é frequentemente exposto e ninhos foram vistos com altura de 18 m (59 ft) acima do solo. O tamanho da ninhada é de dois ovos; o emplumamento ocorre 21 a 22 dias após a eclosão.

### Vocalização
A coquete de crista branca produz um "líquido suave ao se alimentar".

## Estado de conservação
A IUCN avaliou o coquete de crista branca como sendo de menor preocupação. Sua população é estimada em pelo menos 20.000 indivíduos maduros, mas diminuindo. "[Desmatamento e redução do habitat é a principal preocupação para estas e muitas outras espécies".